# Jean Joseph Vaudechamp
Jean Joseph Vaudechamp (Rambervillers, 20 december 1790 - Neuilly-sur-Seine, 1866) was een Franse kunstschilder, gespecialiseerd als portretschilder. Hij was een leerling van Anne-Louis Girodet-Trioson. De markt voor kunstschilders in Parijs was aan het begin van de 19e eeuw verzadigd, en in de winter van 1831–32 vertrok Vaudechamp naar New Orleans, Louisiana. De afstammelingen van de kolonisten van Louisiana identificeerden zich met de Fransen en kozen Vaudechamp als hun portretschilder. In de daaropvolgende jaren ging Vaudechamp in de winter naar New Orleans en werd de belangrijkste portretschilder in die regio van zijn tijd. Na 1839 keerde hij niet meer terug naar Louisiana. 
Vaudechamp huwde in 1819 met Anne Engler. In 1824 hertrouwde hij met Marie-Rosalie Fouquet, met wie hij drie kinderen kreeg. 

## Werk
Werk van Vaudechamp is te zien in Louisiana State Museum, Historic New Orleans Collection, Ogden Museum of Art, New Orleans Museum of Art en Herman Grima-Gallier House.

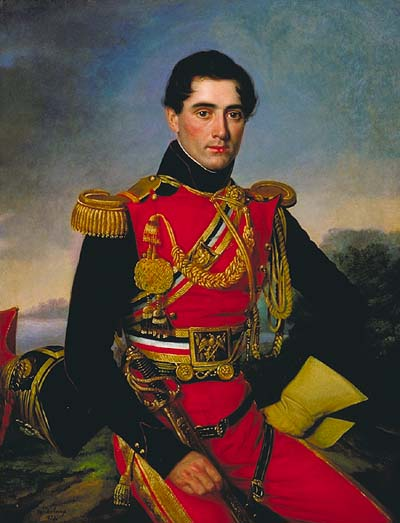
Antoine Jacques Philippe de Marigny de Mandeville (1833)
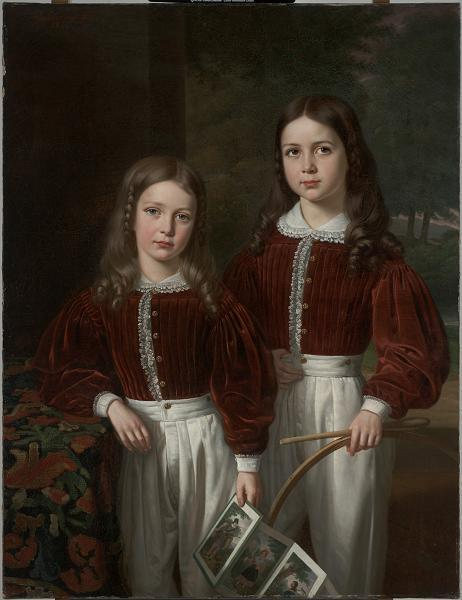
Portrait of two Children, 1841, Dallas Museum of Art